# Gruner (Unternehmen)

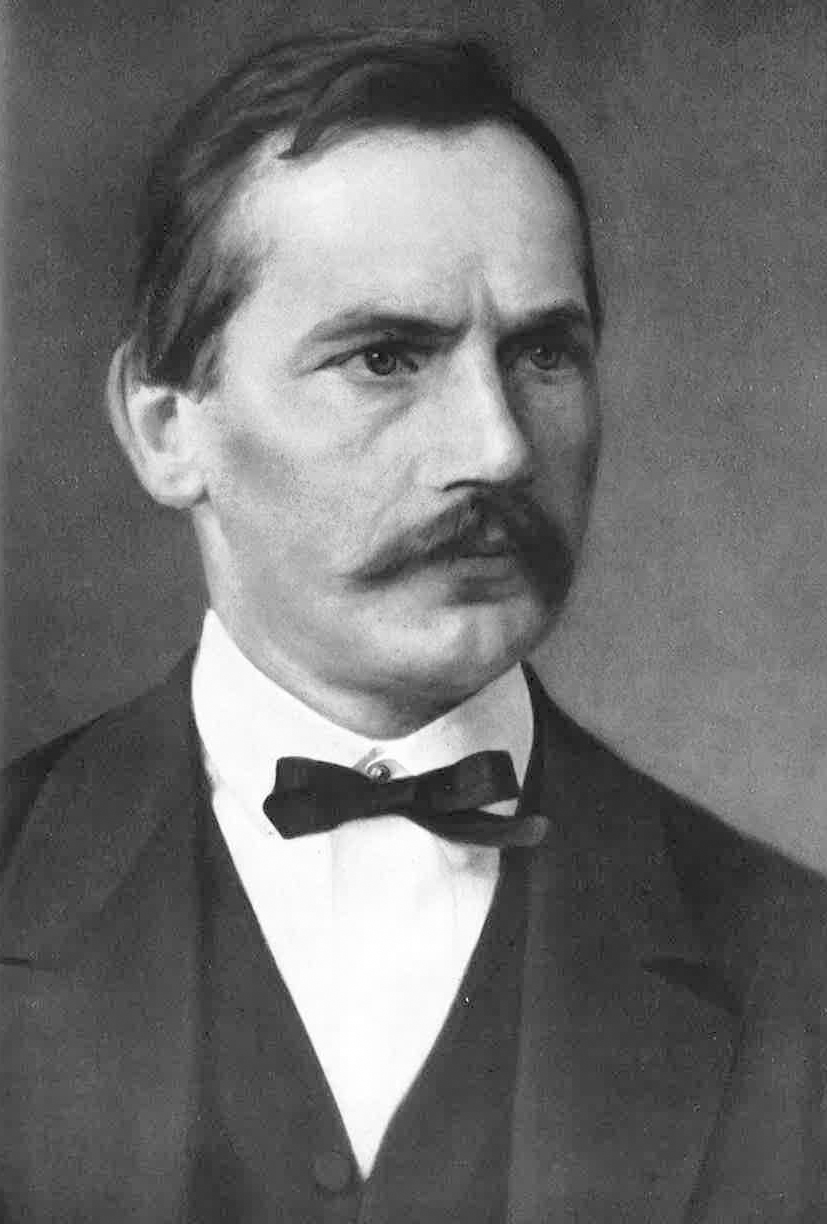
Karl Heinrich Gruner

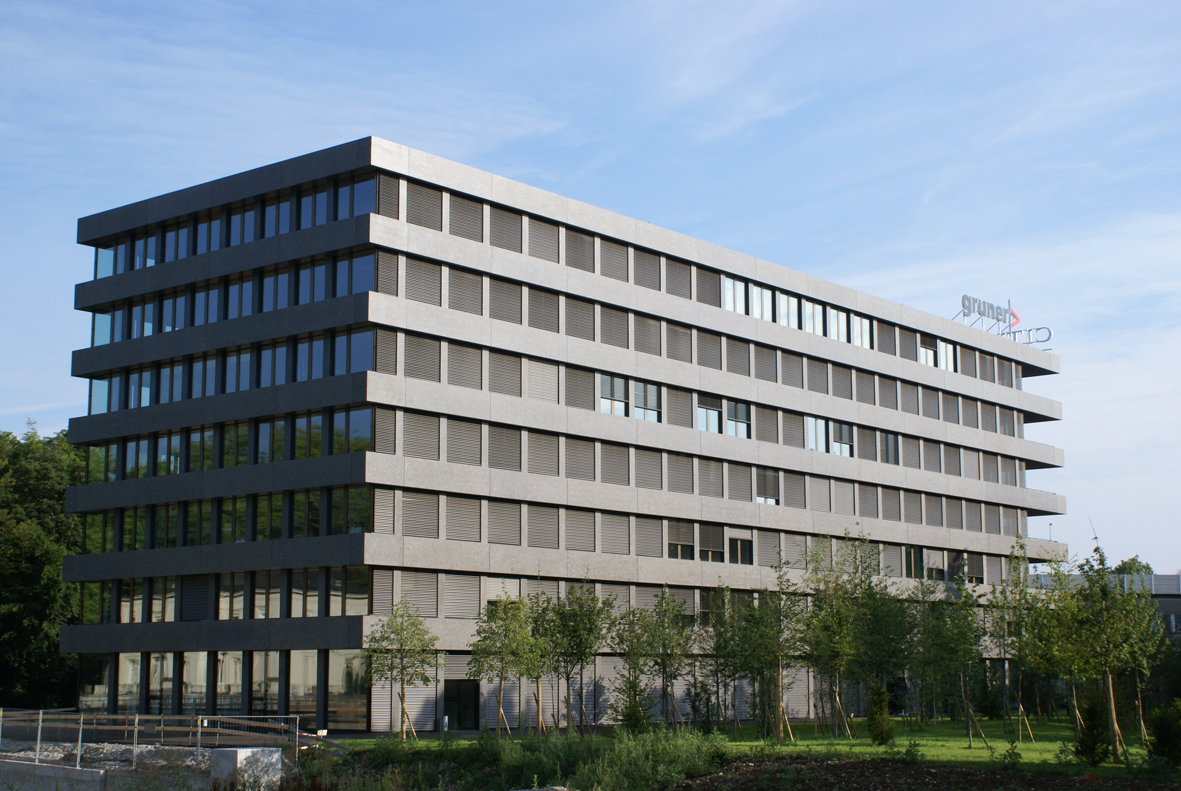
Gruner Hauptsitz an der St. Jakobs-Strasse 199 in Basel

Gruner mit Sitz in Basel ist ein Schweizer Ingenieur-und Planungsunternehmen (Dienstleistungsunternehmen) für private und öffentliche Bauherren. In den Geschäftsbereichen Hochbau, Infrastruktur und Energie berät und unterstützt Gruner die Kunden von der strategischen Planung über die Inbetriebnahme bis zur Bewirtschaftung von Gebäuden und Infrastruktur. Mit rund 1100 Mitarbeitenden aus 49 Nationen ist Gruner an über 30 Standorten in der Schweiz, in Europa und international vertreten.

## Geschichte
Die Gründung erfolgte durch Karl Heinrich Gruner (1833–1906) mit dem Schwerpunkt Wasserversorgung im Jahre 1862 in Basel. Er spezialisierte sich auf die Erstellung von Gaswerken und städtischen Wasserversorgungen. Unter dem Namen Ingenieurbüro Dr. Gruner begann 1898 die Ära des Wasserbaus unter Heinrich Eduard Gruner. Die folgenden 40 Jahre war die Firma fast ausschliesslich und weltweit im Bereich Wasserbau, Wasserkraftanlagen und Staumauern tätig. Sein Sohn Eduard Gruner skizzierte in den 1930er-Jahren die Idee eines Gotthard-Basistunnels, die er 1947 in seinem Aufsatz mit dem Titel «Reise durch den Gotthard-Basis-Tunnel» publizierte. Georg Gruner, der Enkel des Gründers, trat 1938 in das Büro ein. Damit begann die Ingenieurtätigkeit im Bereich Hochbauten. 1942 war die Gründung der Firma Ingenieurbüro Dr. H. E. Gruner + Sohn.
1948 folgte nach dem Tod des Vaters Heinrich eine Umfirmierung in «Gebrüder Gruner». Es folgten Arbeiten im Hoch- und Tiefbau. 1950 wurde Verkehrsplanung als neuer Tätigkeitsbereich aufgenommen. 1970 erfolgte die Umwandlung in eine Aktiengesellschaft (Gruner AG). 1974 war die Gründung der Tochterfirma Gruneko AG, die sich auf Energiewirtschaft spezialisierte und die Bereiche Gebäudetechnik und Energieanlagen abdeckt.
Böhringer AG wurde 1979 Teil von Gruner mit den Tätigkeitsbereichen kommunaler und regionaler Tiefbau sowie Ver- und Entsorgung. 1980 war die Gründung des Geschäftsbereiches Umwelt. Die Firmen Tausky Leu Müller, Heinzelmann AG und Uli Lippuner AG wurden 1985–1990 Mitglieder von Gruner. 1992 war die Gründung der Tochterfirma Lüem AG.
In Leipzig erfolgte 1993 die Gründung der Firma Gruner + Partner GmbH. 2000 war die Gründung der Geschäftsbereiche Generalplanung und Sicherheit. Die Tochtergesellschaft Tausky Leu Müller, Bauingenieure AG wurde 2001 zur Gruner AG Ingenieure und Planer umfirmiert. Die Frey Strub AG wurde 2001 eine Tochtergesellschaft der Heinzelmann AG. Die Heinzelmann AG wurde 2005 umfirmiert zu Gruner Ingenieure AG. Ebenfalls 2005 wurde Berchtold + Eicher Bauingenieure AG Mitglied von Gruner.
Die in der Gebäudetechnik- und Energieplanung tätige Roschi + Partner AG wurde 2006 in Gruner integriert.
Die Firmen der Wepf-Gruppe wurden 2008 zur Gruner + Wepf Ingenieure AG, St. Gallen und zur Gruner + Wepf Ingenieure AG, Zürich überführt. Ebenso wurde Gruner GmbH in Wien gegründet, um die Präsenz in Österreich zu erhöhen.
Das Ingenieurbüro H. Tanner wurde 2009 Tochtergesellschaft der Gruner Ingenieure AG. Im selben Jahr wurde die Gruner International Ltd gegründet, um das Auslandsgeschäft zu verbessern. Die Firma Kiwi Systemingenieure und Berater AG wurde 2011 Mitglied von Gruner. Mit der ebenfalls 2011 gegründeten Gruner Peru S.A.C. ist Gruner neu auch in Lima vertreten. 2012 feiert Gruner ihr 150-jähriges Bestehen. 2013 wurde Stucky SA in die Unternehmung integriert. Die beiden Traditionsunternehmen verbindet eine gemeinsame Geschichte: Alfred Stucky, der 1926 das Ingenieurbüro Stucky gründete, war von 1917 bis 1923 zuerst als Assistent, später als Chefingenieur und Teilhaber bei Gruner in Basel tätig. Gruner gründet im selben Jahr ein Unternehmen für Brandschutzlösungen in Stuttgart: Gruner GmbH Stuttgart. Ab 2014 traten die zu Gruner gehörenden Firmen einheitlich unter der Marke Gruner auf, mit Ausnahme der Stucky SA.
2019 hat sich Gruner neu aufgestellt und eine neue Führungs- und Organisationsstruktur eingeführt. Ausgangslage waren die aktuellen Kunden- und Marktbedürfnisse, die sich wandelnden Angebote sowie eine schlagkräftige und agile Zielorganisation mit klar segmentierten Business Units im Zentrum. Die Business Units werden gemäss ihren Kundensegmenten in die drei Geschäftsbereiche Hochbau, Infrastruktur und Energie zusammengefasst. Am 1. Januar 2022 schlossen sich Gruner und Stucky unter dem gemeinsamen Namen Gruner zu einem einzigen Unternehmen zusammen. Durch die Kombination stärkt Gruner seine Position als renommiertes Ingenieur- und Planungsunternehmen in der Schweiz und im Ausland.

## Juristische Einheiten
Geführt wird Gruner über die Business Units. Die juristischen Einheiten sind:
| - Gruner AG - Gruner Berchtold Eicher AG - Gruner Böhringer AG - Gruner Schweiz AG - Gruner Deutschland GmbH - Gruner GmbH, Leipzig - Gruner GmbH (Wien) - Gruner Roschi AG - Gruner Balkans d.o.o. - Gruner Caucasus Ltd - Gruner Stucky SA - Stucky Teknik Eng. & Cons. Comp. Ltd. (Ankara, Türkei) |

## Standorte
- Schweiz: Aarau, Appenzell, Basel, Berneck, Brugg, Degersheim, Flawil, Freiburg, Köniz, Luzern, Martigny, Oberwil BL, Renens VD, Rodersdorf, Roggwil TG, Solothurn, Stein AG, St. Gallen, Teufen AR, Wil SG, Zollikofen, Zug, Zürich
- Deutschland und Österreich: Berlin, Dernbach, Hamburg, Köln, Leipzig, München, Stuttgart, Wien
- International: Ankara (TR), Belgrad (SR), Tiflis (GE)

## Projekte
| - Montsalvens-Bogenstaumauer, 1920 - Rheinkraftwerk Albbruck-Dogern, 1933/2009 - Flughafen Basel-Mülhausen, 1949/1969 - Assuan-Staudamm, 1952 - Konar-Damm, Indien, 1954 - Ciba-Hochhaus, Basel, 1964 - Kehrichtverbrennungsanlage (KVA), Basel, 1967–1969 - Bank für Internationalen Zahlungsausgleich (BIZ), Basel, 1976 - Zementfabrik Al Ain, VAE, 1978–1980 - Laborgebäude, Abu Dhabi, 1982 | - Schilthorn, 1988 - Geothermie Riehen, 1988 - Zentrale Heizungsanlage, Basel, 1988/1989 - Kraftwerk Pradella, 1990 - Abwasserreinigungsanlage (ARA) Sissach, 1990–1994 - Kantonsspital Liestal, 1990–2002 - Nordtangente, Basel, 1994 - Gotthard-Basistunnel Nord, 1994–2010 - Centralbahnparking Basel, 1995–1999 - Chienbergtunnel, Sissach, 1996–2004 | - Rheinbrücke Laufenburg, 2002–2004 - Ultra-Brag AG, Basel, 2007–2009 - Futuro, Liestal, 2007–2009 - Actelion, Allschwil, 2007/2011 - Zürich West, 2008–2011 - Prime-Tower, Zürich, 2009/2010 - Neubau Messe Basel, 2010–2013 - Staumauer Muttsee, Glarner Alpen, 2009–2015 - The Circle @ Zurich Airport, 2015–2018 - Bogenmauer von Cambambe, Angola, 2013 | - Grosspeter Tower, Basel 2013–2016 - Universitäts-Kinderspital, Zürich 2012–2021 |

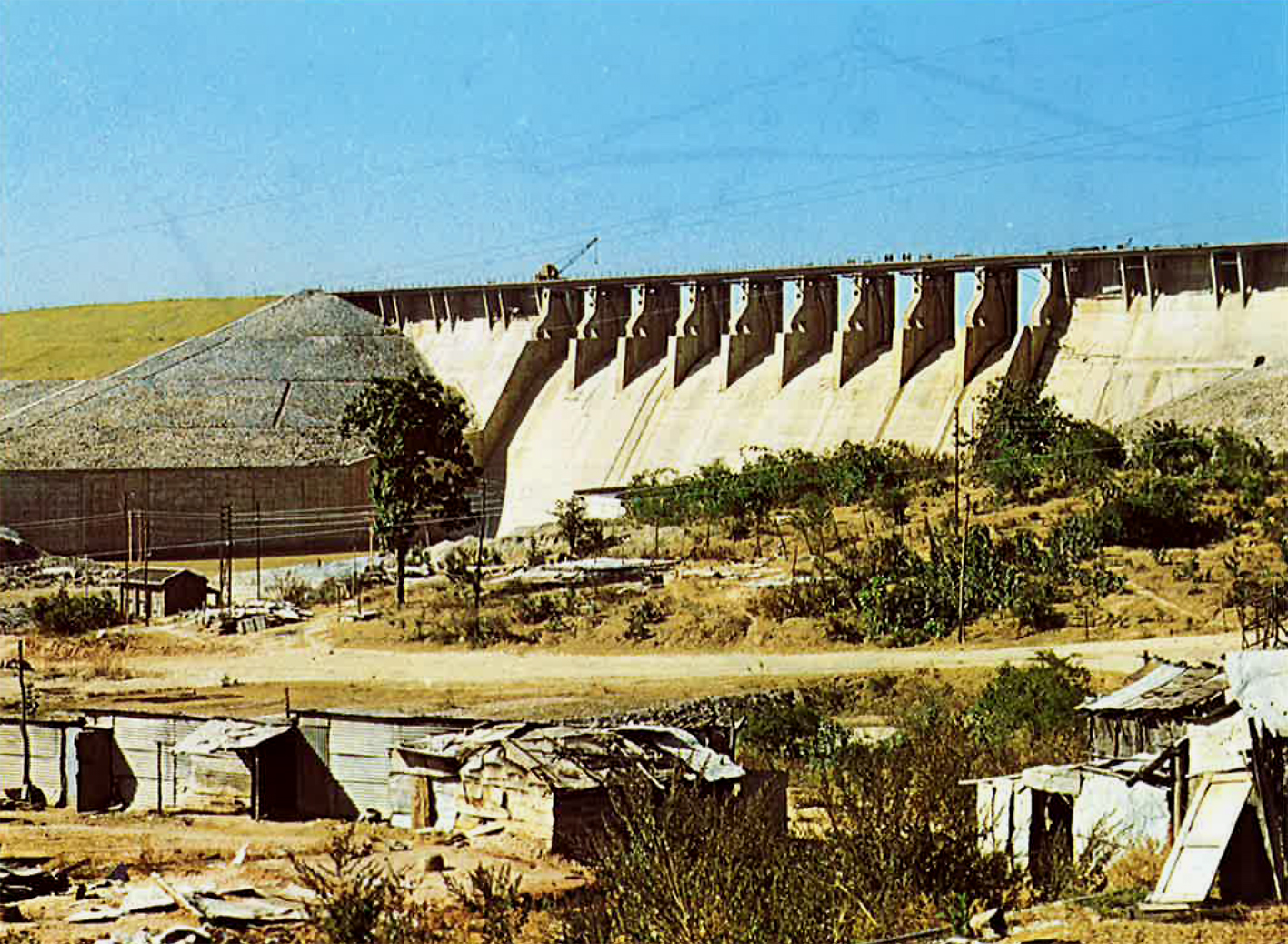
Konar-Damm, Indien
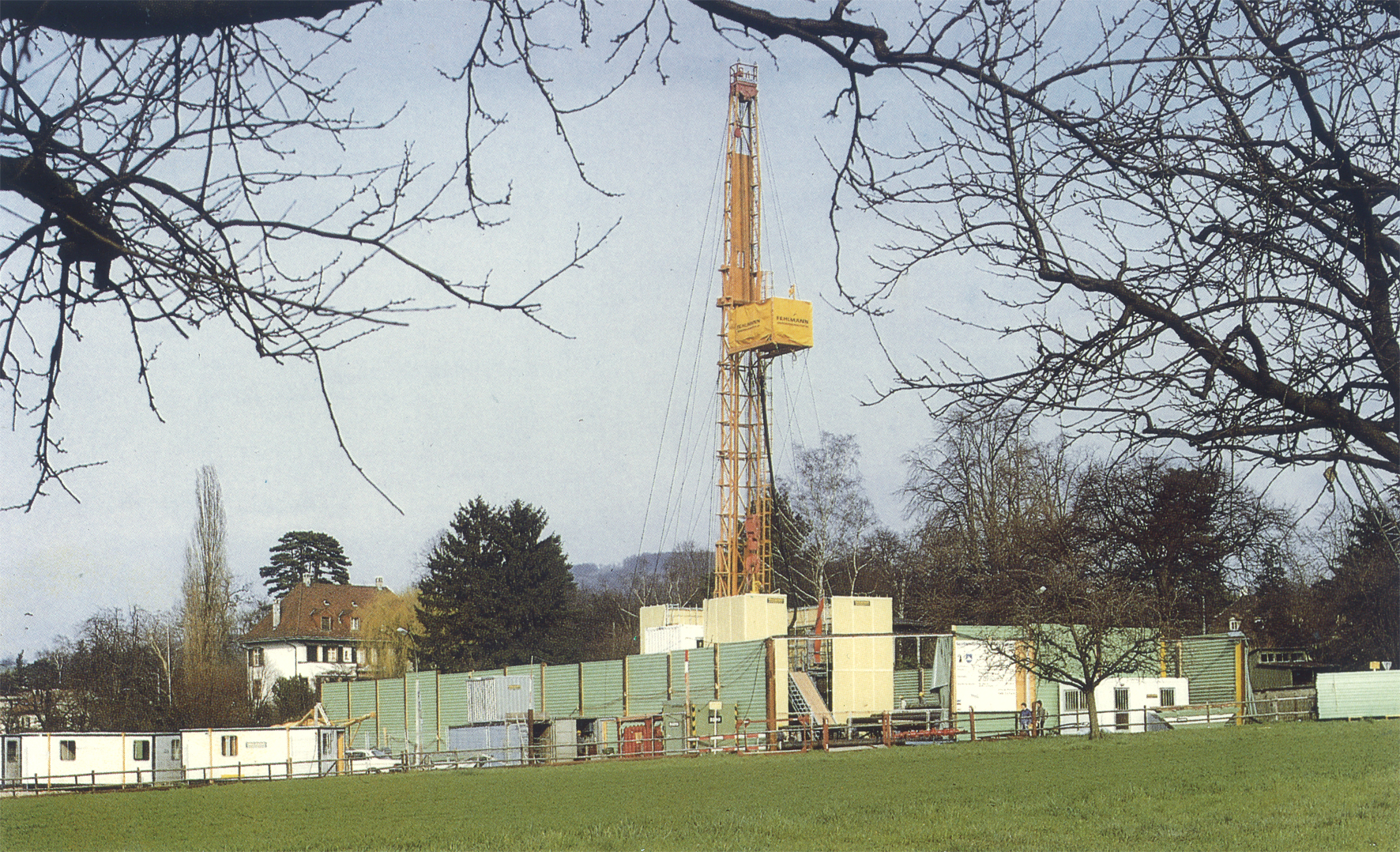
Geothermie in Riehen
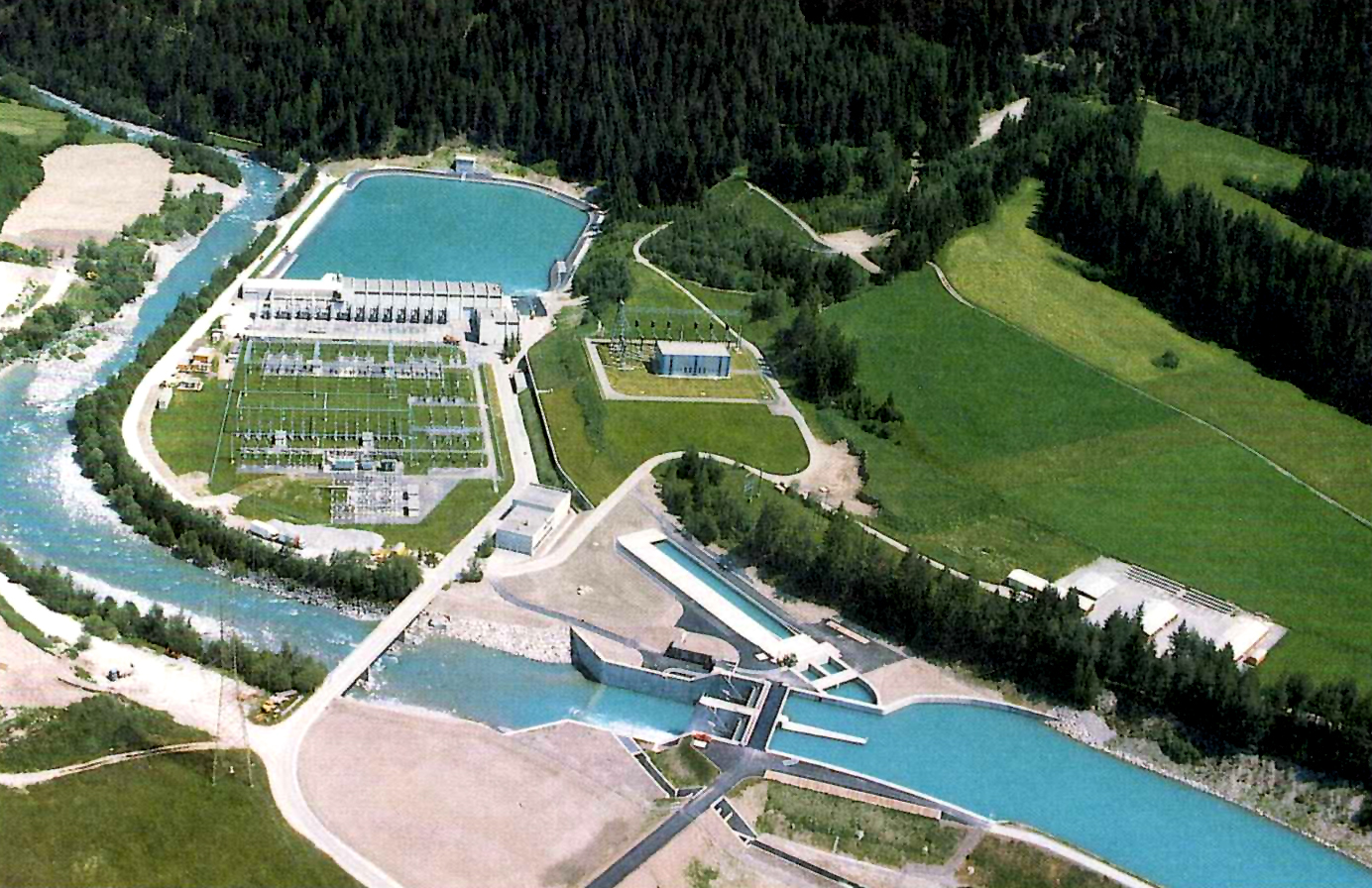
Kraftwerk Pradella
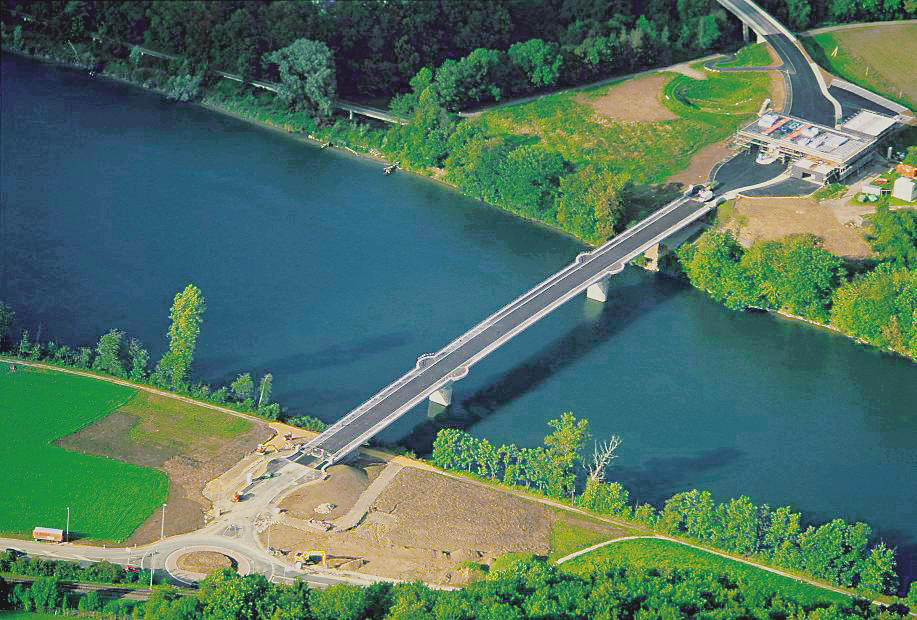
Rheinbrücke in Laufenburg
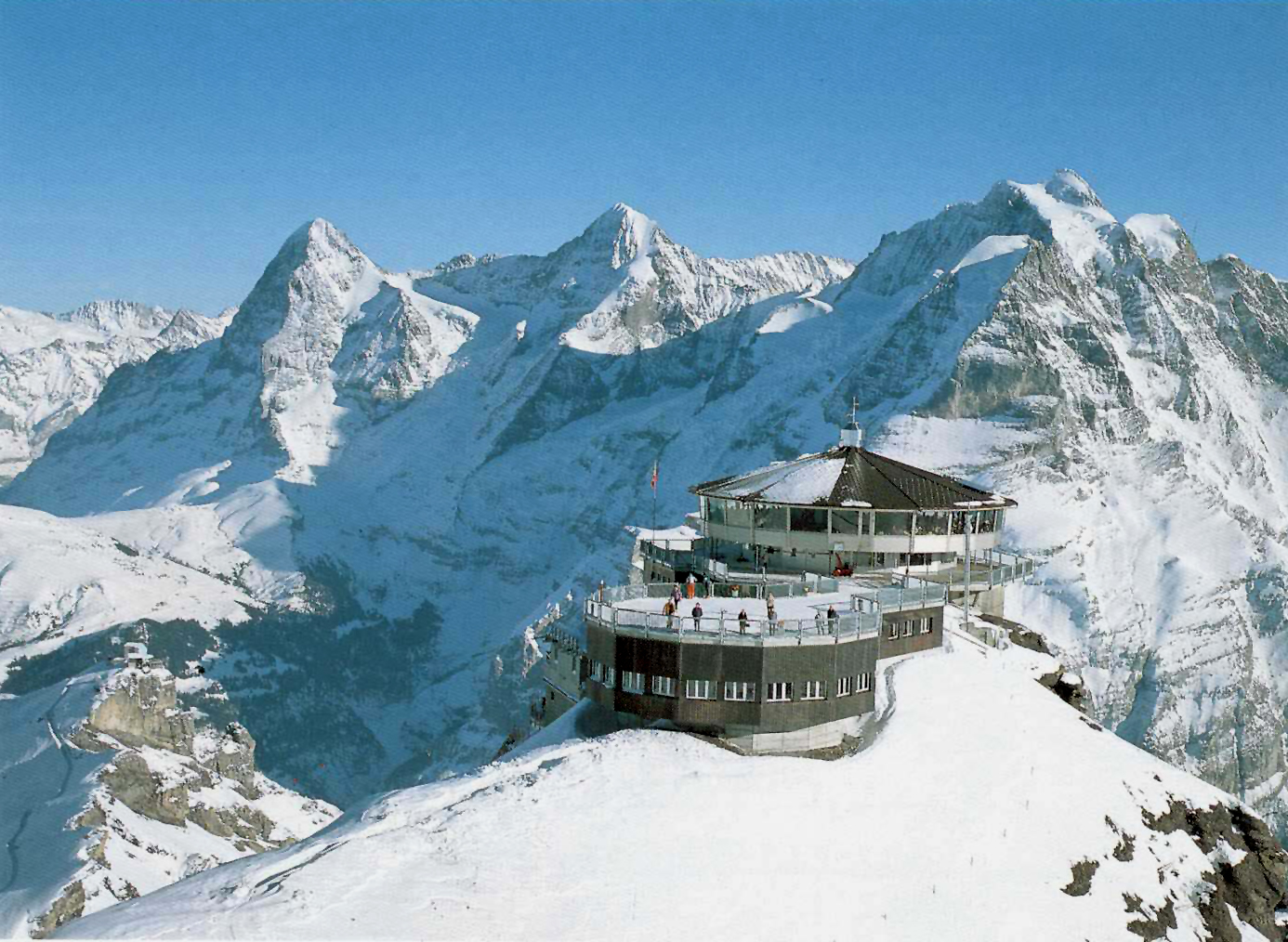
Die Gipfelstation auf dem Schilthorn
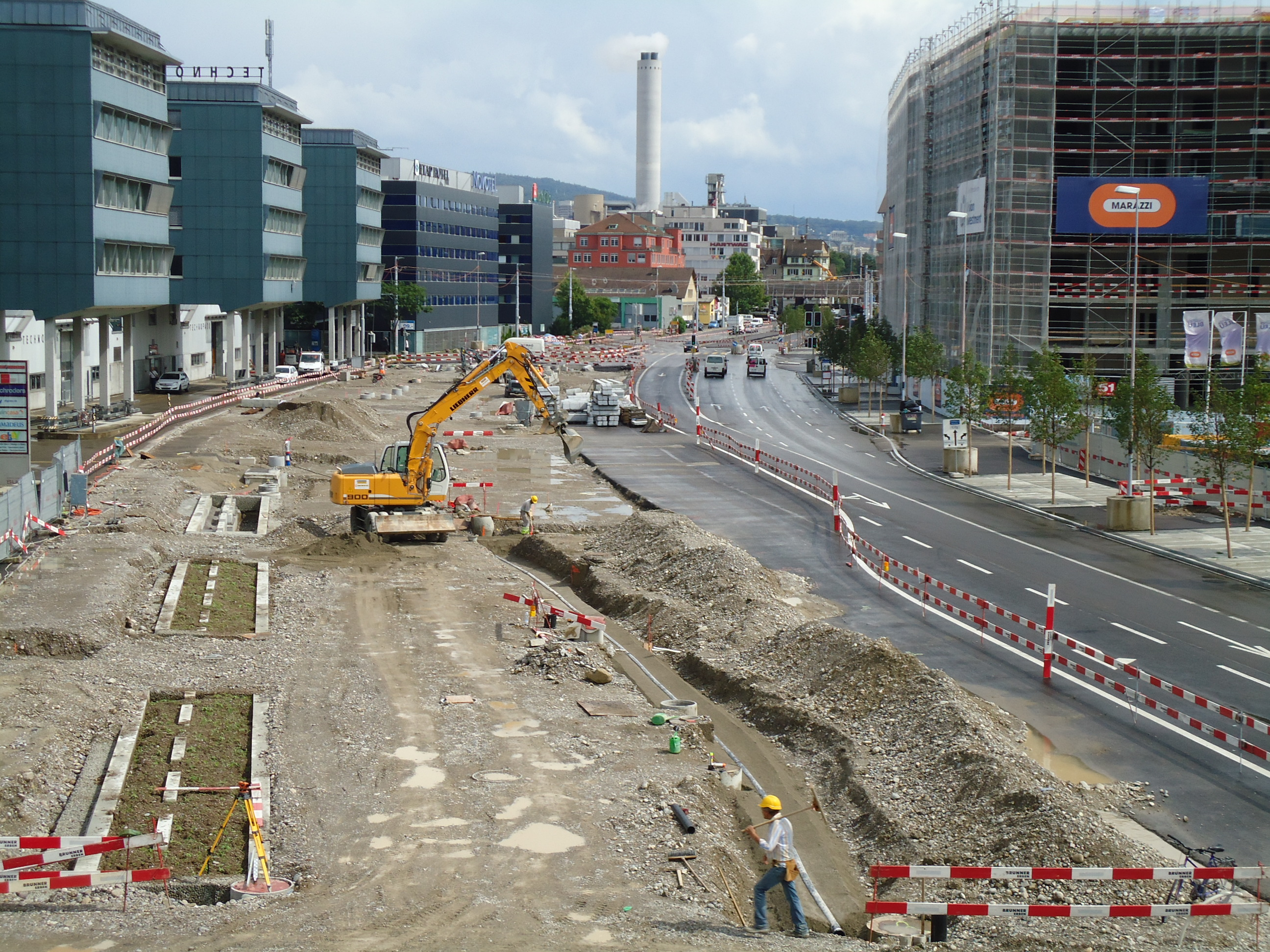
Trambau, Zürich West
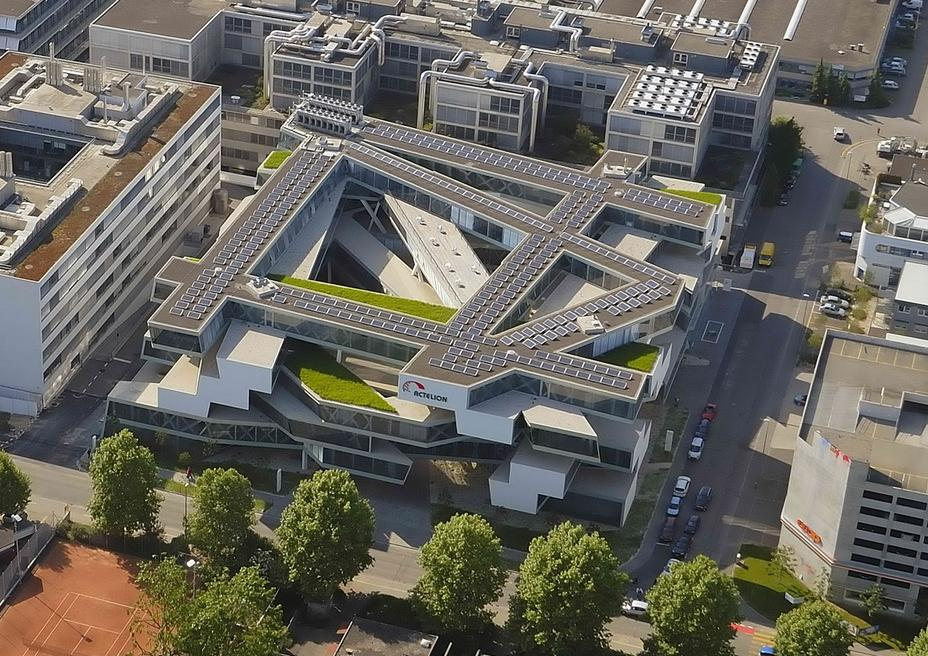
Luftaufnahme des Actelion-Gebäudes in Allschwil, Schweiz
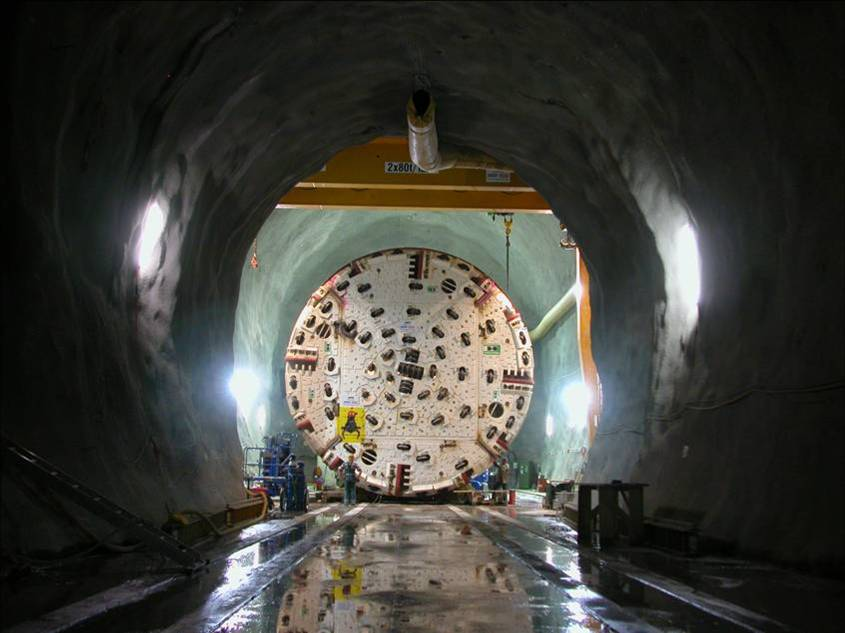
Der Gotthard-Basistunnel im Bau
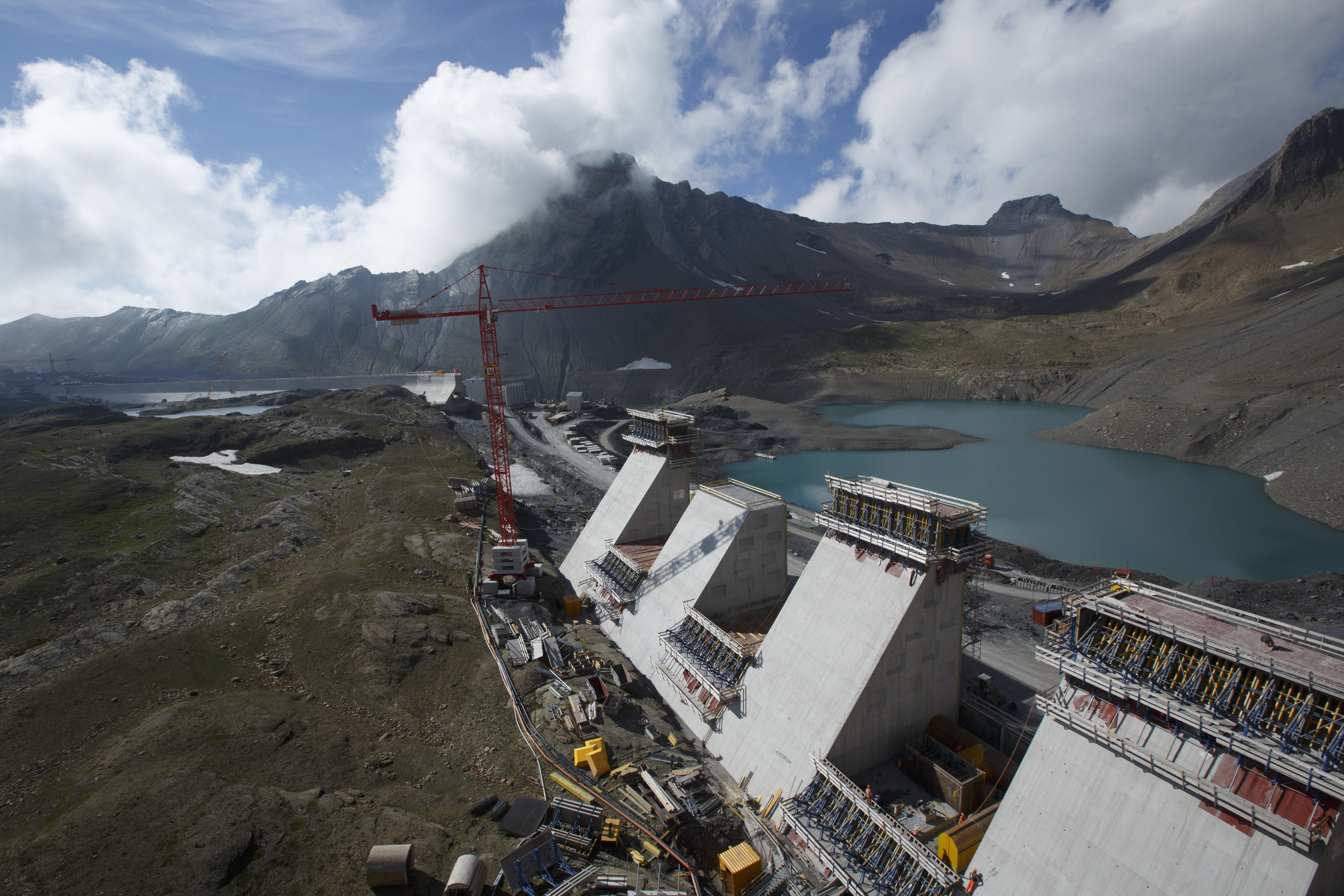
Staumauer Muttsee, Glarner Alpen
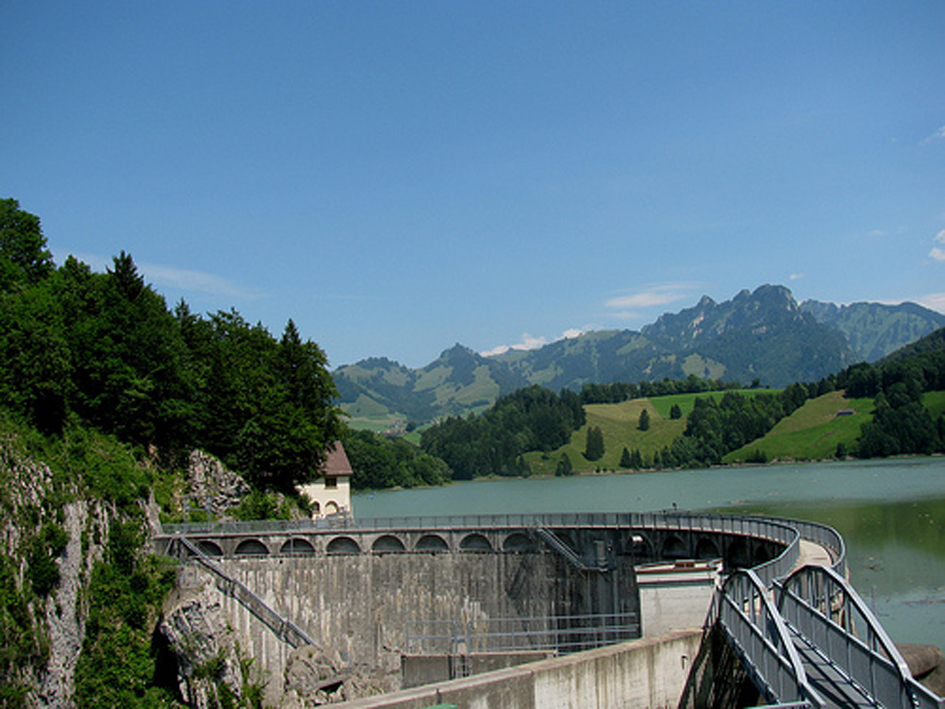
Montsalvens Bogenstaumauer (Tiefbau)
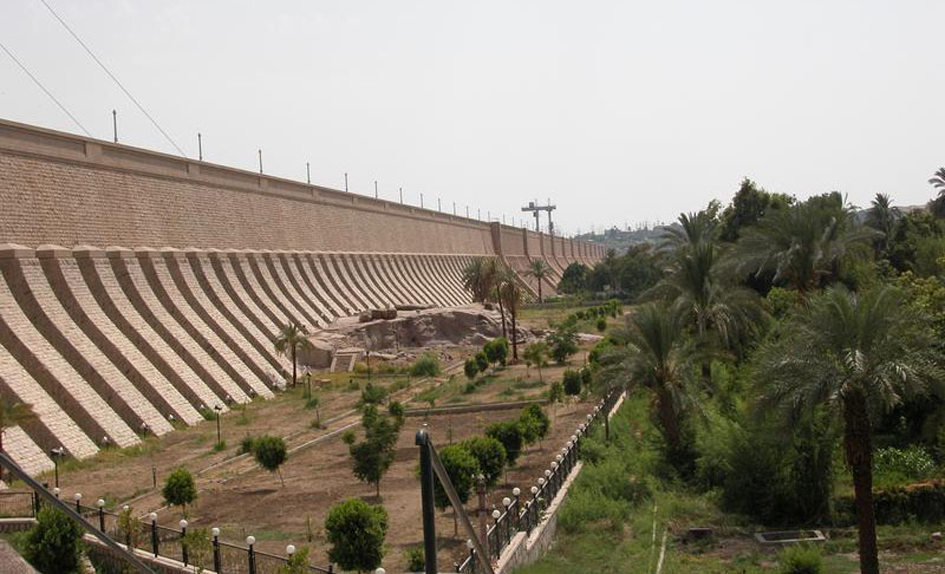
Der Assuan-Staudamm